# نخل کالاپا
نخل کالاپا (نام علمی: Actinorhytis calapparia) نام یک گونه از تیره نخل است. این گونه نخل در اقیانوسیه رشد و نمو پیدا می کتد. زیستگاه این گونه جنگل‌های بارانی است. اندازه این نخل ۱۲–۱۴متر، با برگ‌های بسیار بلندی که حدود ۳متر طول دارند می‌باشد.
پراکنش نخل کالاپا در گینه نو و جزایر سلیمان در سرزمین‌های کم ارتفاع با ارتفاعی در حدود ۱٬۰۰۰متر است. این گونه به تعداد بسیار کم در تایلند، سوماترا، و مالزی می‌روید.